# تكنوقراطية

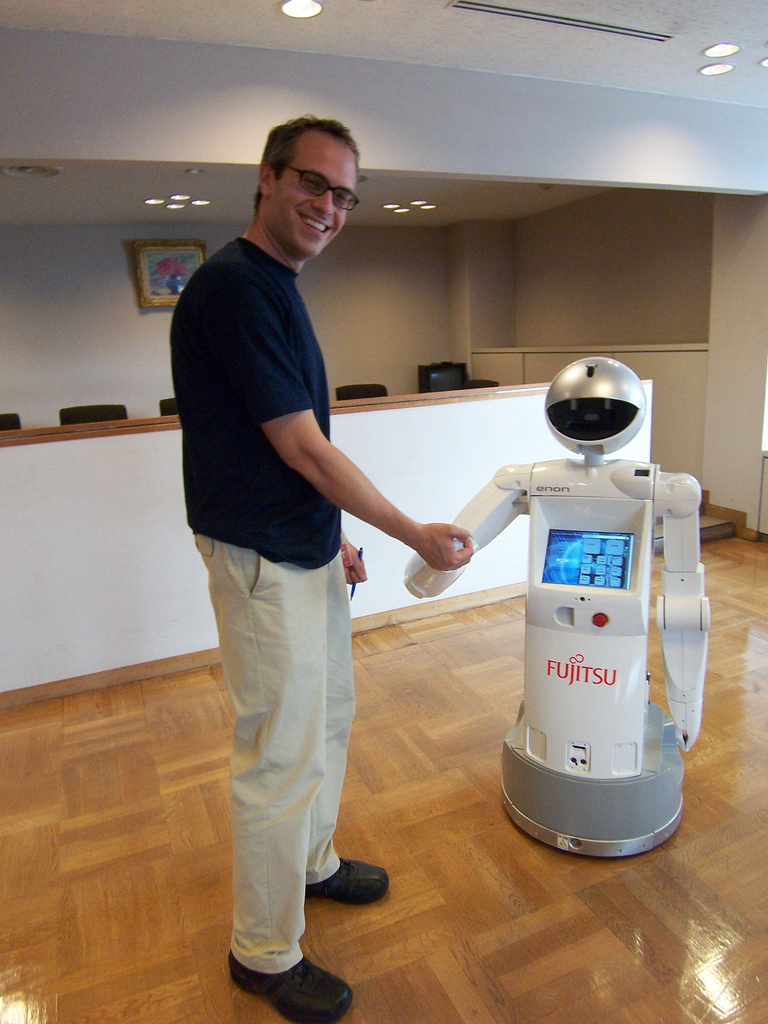

التكنوقراطية (بالإنجليزية: Technocracy)‏ هي نظامٌ مقترحٌ للحكم يُختار فيه صانعي القرار على أساس خبرتهم في مجالٍ معينٍ خاصةً فيما يتعلق بالمعرفة العلمية أو التقنية. يتناقض هذا النظام بشكلٍ واضحٍ مع فكرة أن الممثلين المُنتَخبين يجب أن يكونوا صُنَّاع القرار الرئيسيين في الحكومة، على الرغمِ من أنه لا يعني بالضرورة حذف الممثلين المنتخبين بل إن الأمر يعتمدُ بالأساس على المعرفة والأداء بدلًا من الانتماءات السياسية أو ما يُعرف بـ «المهارات البرلمانية» كما هو معمولٌ به في النظام الديموقراطي.
استُخدم مصطلح تكنوقراط في الأصل للدفاع عن تطبيق المنهج العلمي في حلِّ المشكلات الاجتماعية. يقومُ هذا النظام على التركيزِ على تطوير الدولة في قطاعٍ أو قطاعات معيّنة بدلاً مما يُعرف بـ «الربحية النقدية» وذلكَ لضمانِ استمرار تشغيل جميع الوظائف. عادةً ما تُركّز الحكومات التكنوقراطية على حلّ المشاكل التقنية أو الهندسية وغالبًا ما تكونُ افتراضية. في الاستخدام العملي؛ تُعتبر التكنوقراطية جزءًا من البيروقراطية التي يُديرها تقنيون كما يمكن اعتبار الحكومة التي يُعيِّنُ فيها المسؤولون المنتخبون خُبراء ومهنيين لإدارة الوظائف الحكومية الفردية والتوصية بالتشريع تكنوقراطية. يُشير مفهوم التكنوقراطية أيضًا إلى شكلٍ من أشكال الجدارة؛ حيث يتولى القادرون المسؤولية ظاهريًا دون تأثير جماعات المصالح الخاصة.

## تاريخ المصطلح
مصطلح التكنوقراطية مُشتقٌ من الكلمات اليونانية τέχνη التي تعني «المهارة» وكلمة κράτος التي تعني «القوة» أو «الحُكم». عادةً ما تُنسب كلمة التكنوقراطية إلى وليام هنري سميث؛ وهو مهندسٌ من كاليفورنيا يُقال إنه اخترعَ هذه الكلمة أو هذا المصطلح عام 1919 لوصف حُكم الأشخاص الذين أصبحوا فعالين من خلال اعتمادهم على علماء ومهندسين وغيرهم من ذوي الكفاءات على الرغم من أن الكلمة كانت قد استُخدمت من قبل في عدّة مناسبات. استخدمَ سميث مصطلح تكنوقراط في مقالته عام 1919 بعنوان «التكنوقراط: طُرق ووسائل كسب الديمقراطية الصناعية» في مجلّة «الإدارة الصناعية».
في ثلاثينيات القرن العشرين ومن خلال تأثير هوارد سكوت وحركة التكنوقراط التي أسَّسها؛ أصبح مصطلح التكنوقراط يعني بشكلٍ ما الحكومة التي تعملُ على اتخاذ «قرارات تقنية». لقد اقترحَ التكنوقراطي سكوت استبدال الأموال بشهادات الطاقة وذلك عبر وحداتٍ مثل الإرج أو الجول أي ما يعادل إجماليًا «ميزانية وطنية صافية» ومناسبة للطاقة ثم توزيعها بالتساوي على سكان أمريكا الشمالية وفقًا لتوفّر الموارد.
لقد اشتُقَّ من كلمة تكنوقراطية عددٌ من الكلمات الأخرى بما في ذلك كلمة «تكنوقراط» أو «تكنوقراطي» والتي تعني الشخص الذي يُمارس سلطة حكومية بسبب معرفته، كما قد تُقال للشخصِ الذي يدافع عن تفوق «الخبراء التقنيين». يُعرّف ماكدونيل وفالبروزي رئيس الوزراء أو الوزراء بأنهم تكنوقراطيون بالقول: «في وقت تعيينه في الحكومة؛ يجبُ ألا يكون قد شغلَ أي منصب عام تحت رايةِ حزبٍ سياسي وألَّا يكون عضوًا رسميًا في أي حزب كما يجب عليهِ أن يمتلك خبرة سياسية غير حزبية مُعترفٌ بها والتي لها صلة مباشرة بالدور الذي سيشغله في الحكومة.» الجدير بالذكر هنا أن روسيا اعتمدت في فترةٍ من الفترات على الحكومات التكنوقراطية حيثُ كان يُرشِّح رئيس روسيا عددًا من الوزراء بناءً على الخبرة الفنية وكان يُشار إليهم في العادة باسم «تكنوقراطيون»

## المميزات
التكنوقراطية تعني بشكلٍ آخر الأفراد ذوو تدريبٍ مهني في المستوى يرون أن الكثير من المشكلات المجتمعية المهمة قابلة للحل وغالبًا ما يقترحون حلولًا من أجل التقدم بالدولة في مجالات مُعيّنة. يرى العالِم الإداري غونار نجالسون أن «التكنوقراطيون مدفوعون أساسًا بذهنهم المعرفي لحلّ المشكلات عن طريق اهتمامات جماعية مهنية معينة.» يُعتقد أن أنشطة التكنوقراطيين والنجاح المتزايد لأفكارهم كان عاملًا حاسمًا وراءَ الانتشار الحديث للتكنولوجيا وظهور ما يُعرف بـ مجتمع المعلومات. يُمكن تمييز التكنوقراطيين عن الاقتصاديين والبيروقراطيين من خلال العقليّة وطريقة التفكير عند حل المشكلات.

### الهندسة
بعد صموئيل هابر؛ جادلَ دونالد ستابيلي بأن المهندسين واجهوا تعارضًا بين الكفاءة البدنية وفعالية التكلفة في المؤسسات الرأسمالية الجديدة للشركات في أواخر القرن التاسع عشر بالولايات المتحدة حيثُ غالباً ما يفرض المديرون في الشركات التي يعمل فيها المهندسون – نظرًا لتصوراتهم حول الطلب في السوق – قيودًا على المشاريع التي يرغب المهندسون في تنفيذها. في الحقيقة؛ تختلفُ أسعار جميع المدخلات باختلاف قوى السوق مما يُزعج حسابات المهندس الدقيقة؛ ونتيجةً لذلك يفقدُ المهندس السيطرة على المشاريع ويجب عليه مراجعة الخططِ باستمرارٍ وذلك للحفاظ على السيطرة على المشاريع كما يجب على المهندس محاولة التحكم في هذه المتغيرات الخارجية وتحويلها إلى عوامل ثابتة.

### أمثلة
أشارت مكتبة تابعة للاتحاد الأوروبي في عام 2013 حول هيكلها التشريعي إلى المفوضية باعتبارها «سلطة تكنوقراطية» تحتفظ بما سمَّته «الاحتكار التشريعي» لعملية صنع القوانين في الاتحاد على الرغم من كونها غير منتخبة. تُشير الإحاطة إلى أن هذا النظام والذي يحيل البرلمان الأوروبي إلى هيئة حقّ النقض والتعديل كان متأصلًا في الأساس بسببِ عدم الثقة في العملية السياسية في أوروبا ما بعد الحرب. في الواقع؛ يُعجّ هذا النظام فريدًا من نوعه؛ على اعتبار أن الحق الوحيد للمبادرة التشريعية للمفوضية هو سلطةٌ ترتبط عادة بالبرلمانات.
أُشير الإشارة إلى الحكومة السابقة للاتحاد السوفياتي بأنها تكنوقراطية، كما كانَ للزعماء السوفييت أمثال ليونيد بريجنيف خلفية تقنية في التعليم. في عام 1986؛ كان 89% من أعضاء المكتب السياسي مهندسين.
لطالما كان معظم قادة الحزب الشيوعي الصيني مهندسين محترفين؛ كما أن نسبةً كبيرة من رؤساء البلديات وحكَّام المدن في الصين لديهم «خلفية تقنية» في التعليم. لقد بدأت جمهورية الصين الشعبيّة منذ مدة تنفيذ خططٍ مستقبليّة عبر نظام تكنوقراطي تهدفُ من خلاله إلى بناء مشاريع كبرى بما في ذلك نظام السكك الحديدية عالية السرعة وسد الممرات الثلاثة، لكن وفي ظلّ حكم شي جين بينغ استُعيض عن المهندسين – أو التكنوقراط كما يوصفون – بخبراء سياسيين وخبراء اقتصاديين ومُنظِّرِين. يُعدُّ شي جين الوحيد الذي حصل على شهادةٍ في الهندسة والحاضر في اللجنة الدائمة للمكتب السياسي للحزب الشيوعي الصيني.
صُنِّفت العديد من الحكومات في الديمقراطيات البرلمانية الأوروبية بتكنوقراطية استنادًا إلى مشاركة خبراء غير منتخبين في مناصب بارزة. منذ التسعينيات؛ كان لإيطاليا العديد من هذه الحكومات التكنوقراطية خاصّةً في أوقات الأزمات الاقتصادية أو السياسية، بما في ذلك التشكيل الذي ترأس فيه الاقتصادي ماريو مونتي مجلس الوزراء من المهنيين غير المنتخبين. تغيّر مفهوم مصطلح تكنوقراط حديثًا أو بالأحرى صار شاملًا حيثُ أصبح يُطلق هذا اللقب على الحكومات الذي يقودها رئيس وزراءٍ غير منتخبٍ كما في حالات الحكومة اليونانية 2011-2012 بقيادة الاقتصادي لوكاس باباديموس وحكومة تصريف الأعمال في جمهورية التشيك 2009-2010 برئاسة كبير الإحصائيين يان فيشر. في كانون الأول/ديسمبر 2013؛ وفي إطارِ الحوار الوطني الذي أطلقتهُ اللجنة الرباعية وافقت الأحزاب السياسية في تونس على تنصيب حكومة تكنوقراط بقيادة مهدي جمعة.

## حركة التكنوقراط
كان عالِم الاقتصاد والاجتماع الأمريكي ثورستين فيبلن من أوائل دعاة التكنوقراطية؛ ونفس الأمر بالنسبة لكلٍ من هوارد سكوت وإم. كينج هوبرت الذي طوَّر لاحقًا نظرية الذروة النفطية . يعتقد فيبلن أن التطورات التكنولوجية ستؤدي في النهاية نحو تنظيمٍ اشتراكي للشؤون الاقتصادية؛ كما يرى أن الاشتراكية ستكون مرحلة وسيطة في عملية تطورية مستمرة في المجتمع يمكن أن تحدث بسبب التدهور الطبيعي لنظام المؤسسات التجارية وبابتكاراتِ المهندسين.
بحلول عام 1932؛ أسَّس هوارد سكوت وماريون كينج هوبرت شركة تكنوقراطية واقترحوا استبدال الأموال بشهادات الطاقة. جادلت المجموعة بأنه يجب منحُ المهندسين غير السياسيين والعقلانيين سلطة توجيه الاقتصاد إلى عبءٍ ديناميكي متوازنٍ من الإنتاج والاستهلاك وبالتالي التخلص من البطالة والديون.
حظيت حركة التكنوقراط بشعبيةٍ كبيرةٍ في الولايات المتحدة الأمريكية لفترة وجيزة في أوائل الثلاثينيات من القرن العشرين وبالضبطِ خلال فترة الكساد الكبير. بحلول منتصف 1930؛ كان الاهتمام بالحركة في انخفاضٍ وقد عزا بعض المؤرخين تراجع حركة التكنوقراط إلى صعود ما عُرف بـ الصفقة الجديدة لروزفلت.
يرفض المؤرخ ويليام أكين الاستنتاج القائل بأن أفكار التكنوقراط قد انخفضت بسبب جاذبية روزفلت والصفقة الجديدة. بدلاً من ذلك؛ يُجادل أكين بأن الحركة تراجعت في منتصف الثلاثينيات نتيجة فشل التكنوقراط في ابتكار نظرية سياسية قابلة للاستمرار لتحقيق التغيير. يفترض أكين أيضًا أن العديد من التكنوقراط ظلوا صريحين وغير راضين وغالبًا ما يتعاطفون مع جهود الطرف الثالث المناهضة للصفقة الجديدة.

## الانتقادات
لاحظَ النقاد وجود «فجوة تكنوقراطية» بين هيئةٍ حاكمةٍ مسيطرٌ عليها بدرجات متفاوتة من قبل التكنوقراط وأعضاء من عامَّة الناس. قيل إن هذه «الفجوات التكنوقراطية» هي فجواتٌ في الفعالية تستمر بين الهيئات الحاكمة التي تستخدم مبادئ تكنوقراطية وأعضاء الجمهور العام بهدف المساهمة في صنع القرار الحكومي. يتمثل التحدي الرئيسي الذي تثيره هذه الانقسامات في أن التكنوقراطيين يوفرون امتيازات لآراء ووجهات نظر الخبراء التقنيين؛ بينما يقومون بتهميش آراء ووجهات نظر الجمهور العام.